# Ștefan Șendrea
Ștefan C. Șendrea (n. 1842, Huși – d. 30 iulie 1907, Budapesta) a fost un politician român.